# Hippotion rafflesii
Espèce
Hippotion rafflesii est une espèce de lépidoptères de la famille des Sphingidae, de la sous-famille des Macroglossinae, de la tribu des Macroglossini et du genre Hippotion. 

## Description
L' envergure varie de 56 à 70 mm. La couleur est très semblable à celle de Hippotion boerhaviae, mais il en diffère par la partie supérieure du corps et les ailes antérieures qui sont plus brunes. La partie supérieure de l'aile postérieure présente un tache tornale rosée.

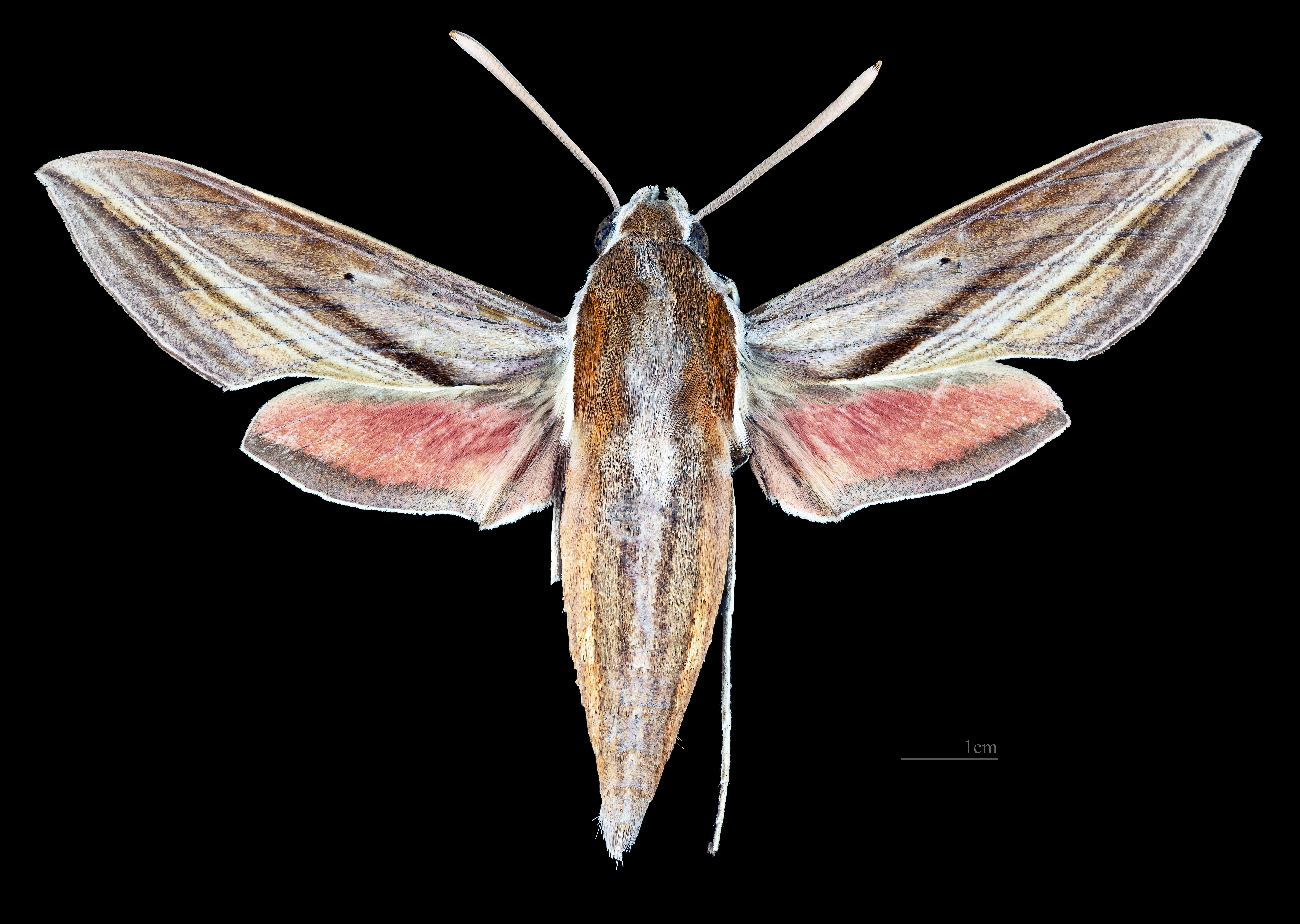
Avers de la femelle (coll.MHNT)
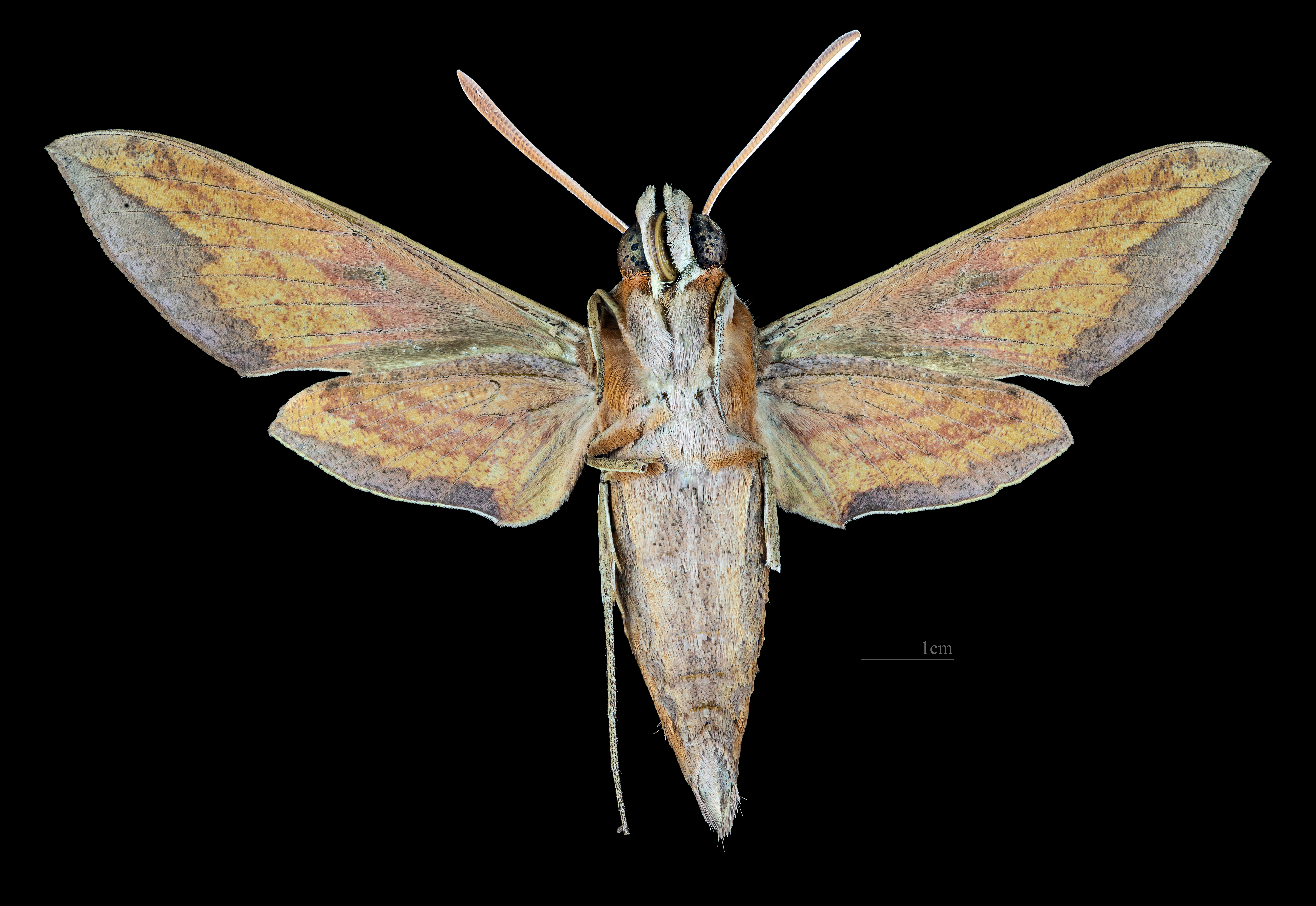
Revers de la femelle (coll.MHNT)

## Répartition et habitat
Répartition
L'espèce est connue au Sri Lanka, au sud et à l'est de l'Inde, au Népal, en Birmanie, en Thaïlande, dans le sud de la Chine, en Malaisie (péninsule), en Indonésie (Sumatra, Java, Sulawesi) et aux Philippines.

## Biologie
Il y a plusieurs générations par an à Hong Kong, avec des imago de fin avril à fin décembre. Les adultes sont attirés par les fleurs, particulièrement les espèces du genre Ixora et Lantana camara .
Les chenilles se nourrissent des espèces d’Impatiens, mais ont également été observées sur les espèces d’Amaranthus au Laos et en Thaïlande.

## Systématique
L'espèce Hippotion rafflesii a été décrite par l'entomologiste britannique Frederic Moore en 1858, sous le nom initial de Deilephila rafflesii. 

### Synonymie
- Deilephila rafflesii Moore, 1858 protonyme
- Choerocampa rafflesii Butler, 1877 [2]
- Chaerocampa theylia Hampson, 1893
- Chaerocampa vinacea Hampson, 1893[3]

### Liste des sous-espèces
- Hippotion rafflesii rafflesii
- Hippotion rafflesii dyokeae Hogenes & Treadaway, 1998 (Philippines)